# Ормізд III
Ормізд III (перс. هرمز) — 16-й шахиншах Ірану з династії Сасанідів у 457-459 роках, старший син Єздигерд II. 

## Життєпис
Його батьком був перський цар Єздигерд II. На момент його смерті Ормізд знаходився поряд з Ктесифоном, у той час як його молодший брат Пероз перебував у східній частині держави — у Сістані.
Коли Йездігерд помер в Парсі, Ормізд став царем. У відповідь на це Пероз підняв повстання, звернувшись по допомогу до ефталітів та вмовив їх царя, що Омізд несправедливо узурпував його законне місце. Отримавши військову допомогу від ефталітів, Пероз повернувся, розбив Ормізда і стратив його в 459.